# Гогенлоэ-Лангенбург (княжество)

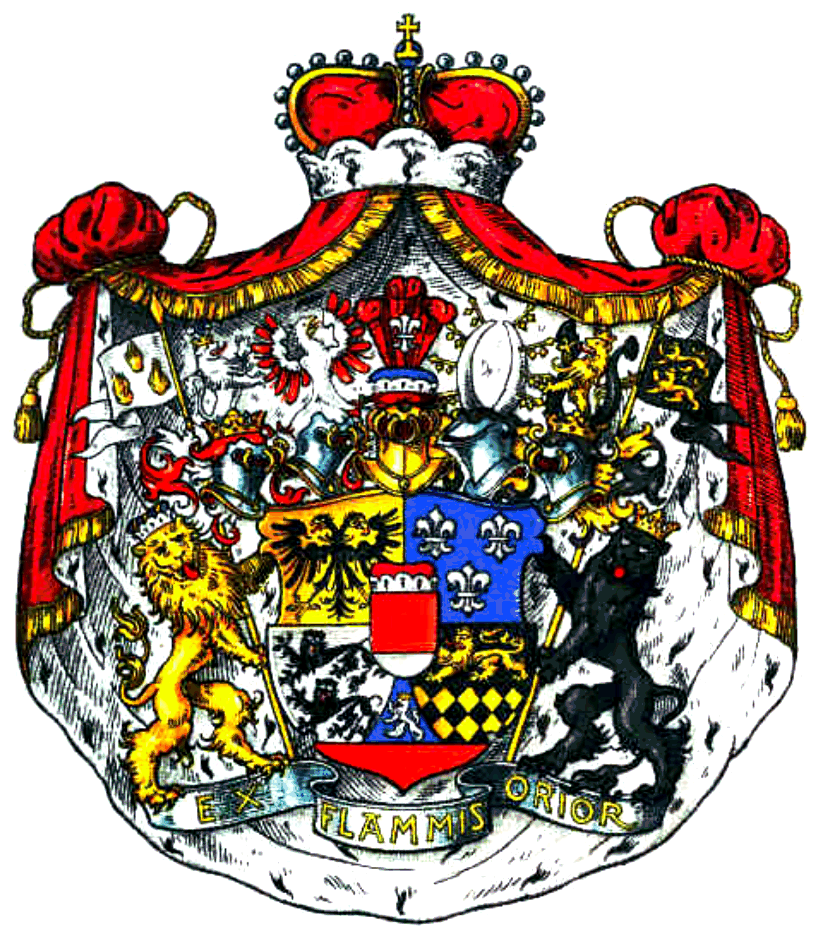
Герб князей цу Гогенлоэ-Лангенбург

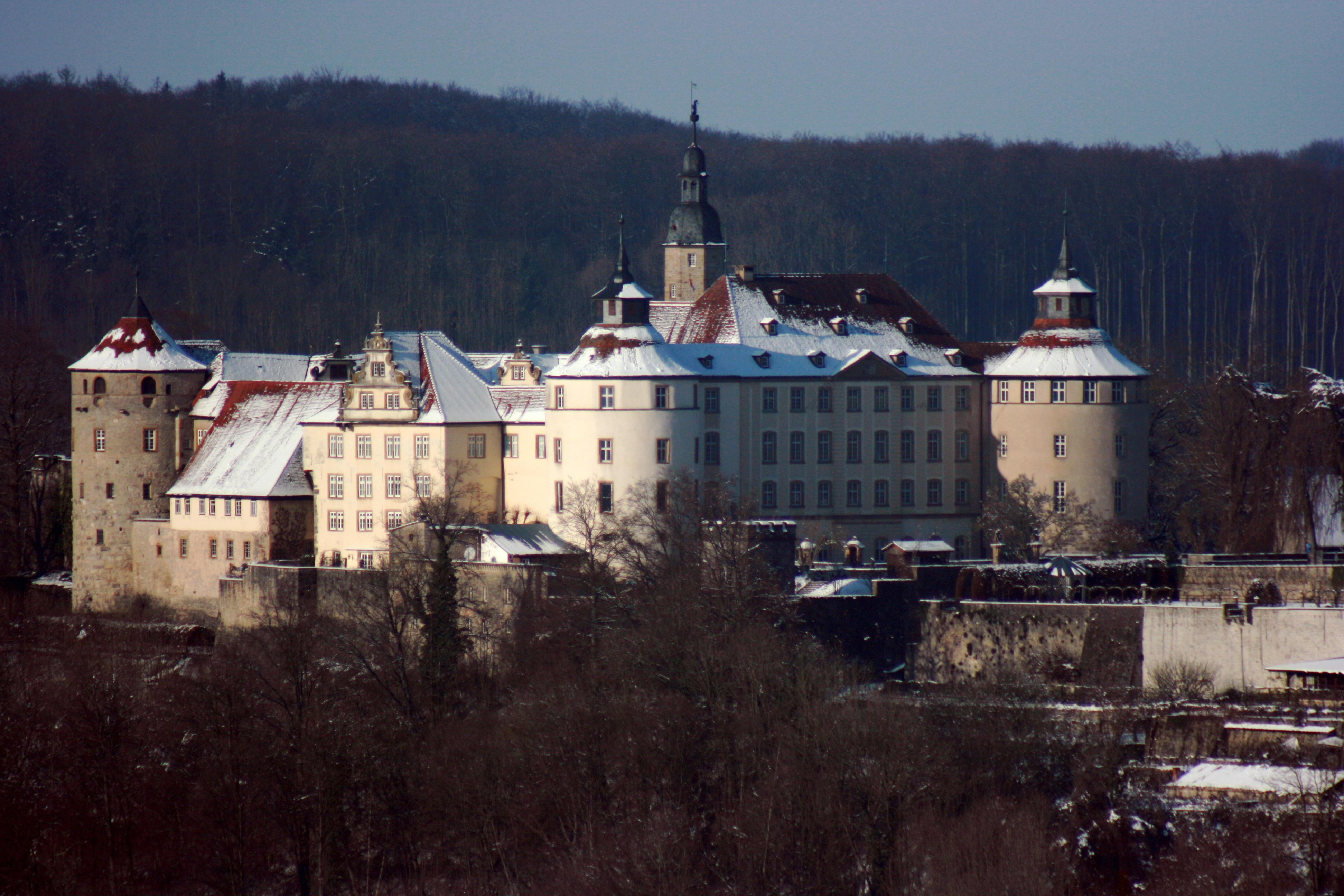
Замок Лангенбург

Гогенлоэ-Лангенбург — графство, а затем княжество на северо-востоке земли Баден-Вюртемберг, расположенное вокруг города Лангенбург. Графство Гогенлоэ-Лангенбург произошло от графства Гогенлоэ-Нойенштайн, которое в 1701 году разделилось на графства Гогенлоэ-Ингельфинген и Гогенлоэ-Кирхберг. В 1764 году графство Гогенлоэ-Лангенбург было преобразовано в княжество, а в 1806 году включено в состав Королевства Вюртемберг.
Княжеский дом Гогенлоэ-Лангенбург оставался верен протестантизму и находился в тесной связи с протестантскими правящими домами Европы. Аделаида Саксен-Мейнингенская, королева-консорт Великобритании, была двоюродной сестрой князя Эрнста Гогенлоэ-Лангенбурга, который в 1828 году женился на Феодоре Лейнингенской, сестре будущей королевы Великобритании Виктории. В 1896 году принц Эрнст Гогенлоэ-Лангенбургский, внук Феодоры, женился на принцессе Александре Эдинбургской и Саксен-Кобург-Готской, внучке королевы Виктории. Принц Готфрид Гогенлоэ-Лангенбургский (1897—1960) был женат с 1931 года на своей троюродной сестре, принцессе Маргарите Греческой и Датской (1905—1981). Она была старшей дочерью принца Андрея Греческого и Датского и его супруги, принцессы Алисы Баттенберг, сестры принца Филиппа, герцога Эдинбургского.

## Графы Гогенлоэ-Лангенбург (1610—1764)
- Филипп Эрнст, граф 1610—1628 (1584—1628); сын графа Вольфганга цу Гогенлоэ-Вайкерсхайма (1546—1610)
  - Людвиг Крафт, граф 1628—1632 (1613—1632)
  - Иоахим Альберт, граф 1632—1650 (1619—1675); также граф Гогенлоэ-Кирхберг
  -  Генрих Фридрих, граф 1650—1699 (1625—1699)
    - Кристиан Крафт, граф 1699—1701 (1668—1743); также граф Гогенлоэ-Ингельфинген
    - Фридрих Эберхард, граф 1699—1701 (1672—1737); также граф Гогенлоэ-Кирхберг
    -  Альберт Вольфганг, граф 1701—1715 (1659—1715)
      -  Людвиг, граф 1715—1764 (1696—1765); князь с 7 января 1764 года.

## КнязьяГогенлоэ-Лангенбург (1764 — настоящее время)[1]
- Людвиг, 1-й князь 1764—1765 (1696—1765)
  - Кристиан Альберт, 2-й князь 1765—1789 (1726—1789)
    -  Карл Людвиг I, 3-й князь 1789—1825 (1762—1825)
      -  Эрнст I, 4-й князь 1825—1860 (1794—1860)
        - Карл Людвиг II, 5-й князь (12-21 апреля 1860) (1829—1907); отказался от титула
        -  Герман, 6-й князь 1860—1913 (1832—1913)
          -  Эрнст II, 7-й князь 1913—1950 (1863—1950)
            -  Готфрид, 8-й князь 1950—1960 (1897—1960)
              - Крафт Александр, 9-й князь 1960—2004 (1935—2004)
                -  Филипп Готфрид Александр, 10-й князь 2004 — настоящее время (род. 1970)
                  - Макс Леопольд, наследный принц Гогенлоэ-Лангенбург (род. 2005), его старший сын и наследник
                  -  Принц Густав Филипп (род. 2007)

              -  Принц Георг Андреас (род. 1938)

  -  Принц Фридрих Эрнст (1750—1794)
    -  Принц Карл Густав (1777—1866)
      -  Принц Людвиг Карл Густав (1823—1866)
        -  Принц Готфрид Карл Иосиф (1860—1933); все остальные члены этого дома происходят от него.